# Avro 626
Авро 626 (англ. Avro 626) — британський одномоторний двомісний навчальний літак-біплан. Розроблявся компанією Avro на основі Avro Tutor для виробництва на експорт, хоча декілька були взяті на озброєння ВПС Великої Британії під назвою Авро Префект (англ. Avro Prefect).

## Історія
Після успішного прийняття на озброєння навчального літака Avro Tutor, компанія Avro вирішила переробити цей дизайн для виробництва на експорт. Нова модель отримала індекс виробника 626 і була спроєктована з можливістю легкого переобладнання для навчання всіх основних ролей екіпажу. В основному варіанті це був літак початкової підготовки пілотів, але міг використовувались для навчання польоту за приладами, бомбардування, стрільби з турелі, навігації, нічним польотам, аерофоторозвідці і зв'язку. Зазвичай це був двомісний літак, але для навчання стрільби могло бути додане додаткове місце. Також передбачалось встановлення шасі або поплавків в залежності від необхідності.
В 1931 році відбулось перше представлення Avro 626 за кордоном, коли капітан Норман Макмілліан перетнув Анди на ньому. Тоді також було продемонстровано звичайний варіант і варіант гідролітака. В результаті Аргентинські повітряні сили оформили замовлення на 14 літаків і відразу прибрали демонстраційний літак.
Avro 626 виготовлялись з двома типами двигунів Armonstrong Siddeley Lynx IVC потужністю 240 к.с. або Armstrong Siddeley Cheetah V потужністю 260 к.с.
В ВПС Великої Британії 7 Avro 626 були замовлені для виконання специфікації 32/34, створеної для заміни Avro Tutor в Навігаційній школі авіації.

## Модифікації
- Avro 626 — двомісний навчальний літак
- Avro Prefect — позначення літака в повітряних силах Великої Британії і Нової Зеландії. Новозеландські літаки були тримісними, британські — двомісними, але використовувались тільки для навчання навігації.
- Avro 637 — озброєний варіант для використання в ВПС Китаю. Літак оснащувався одним курсовим 7,69-мм кулеметом Vickers і одним 7,69-мм кулеметом Lewis в кабіні стільця. Також мав дещо більші крила з заокругленими кінцями.
- Tatra T.126 — чехословацькі літаки виготовлені за ліцензією. Планувалось випускати дві версії: одну з двигуном Avia Rk. 17 і одну з двигунами Armstrong Siddeley Cheetah V. Але було виготовлено тільки один літак.

## Тактико-технічні характеристики

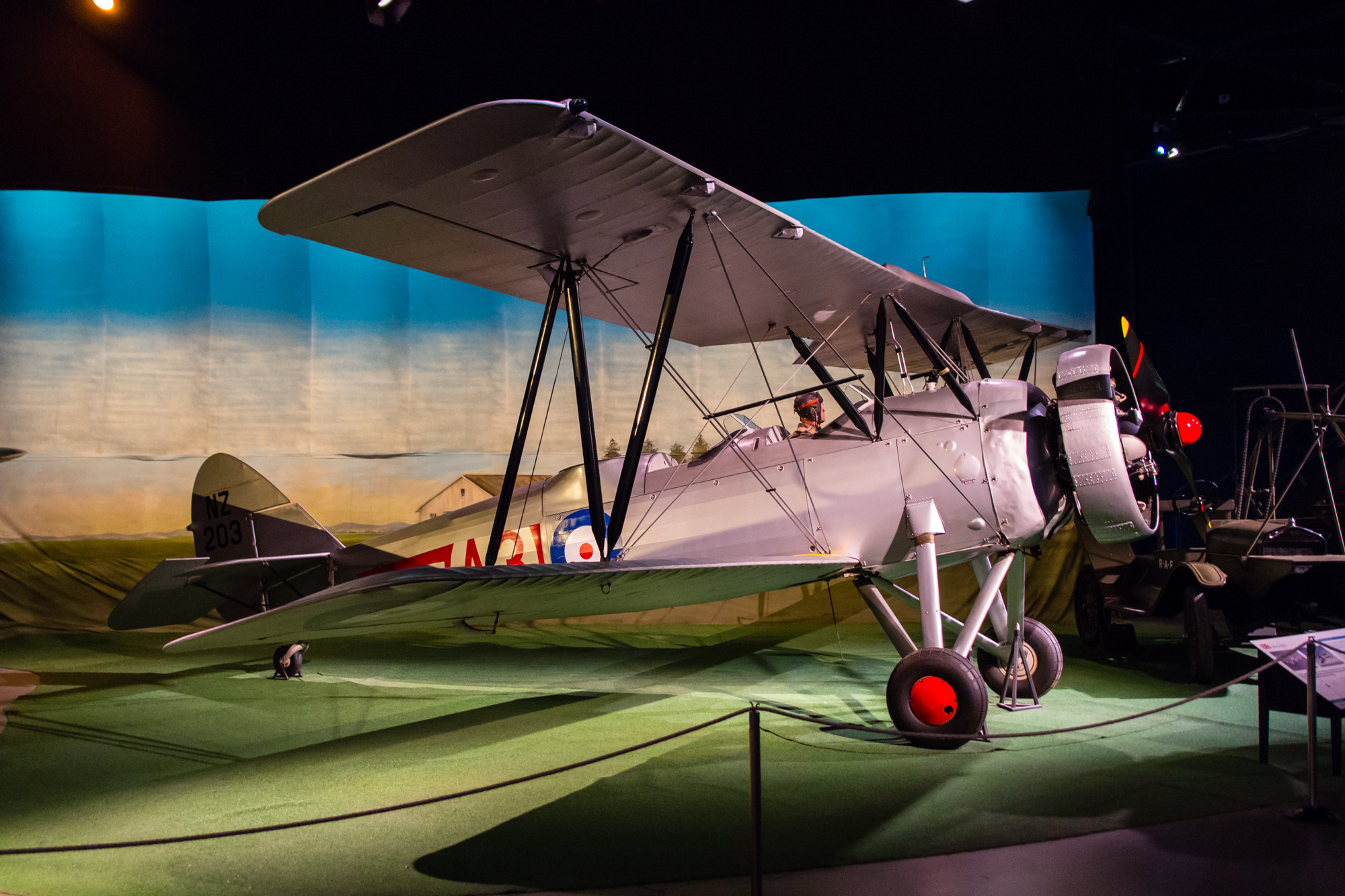
Avro 626 (NZ203) в музеї Повітряних сил Нової Зеландії в Крайстчерчі

Дані з Consice Guide to British Aircraft of World War II

### Технічні характеристики
- Екіпаж: 2-3 особи
- Довжина: 8,08 м
- Висота: 2,92 м
- Розмах крила: 10,36 м
- Площа крила: 27,87 м²
- Маса порожнього: 801 кг
- Максимальна злітна маса: 1247 кг
- Двигун: Armonstrong Siddeley Lynx IVC
- Потужність: 240 к. с. (179 кВт.)

### Льотні характеристики
- Максимальна швидкість: 180 км/год
- Крейсерська швидкість: 153 км/год (на висоті 305 м.)
- Практична стеля: 4510 м
- Дальність польоту: 354 км

## Оператори

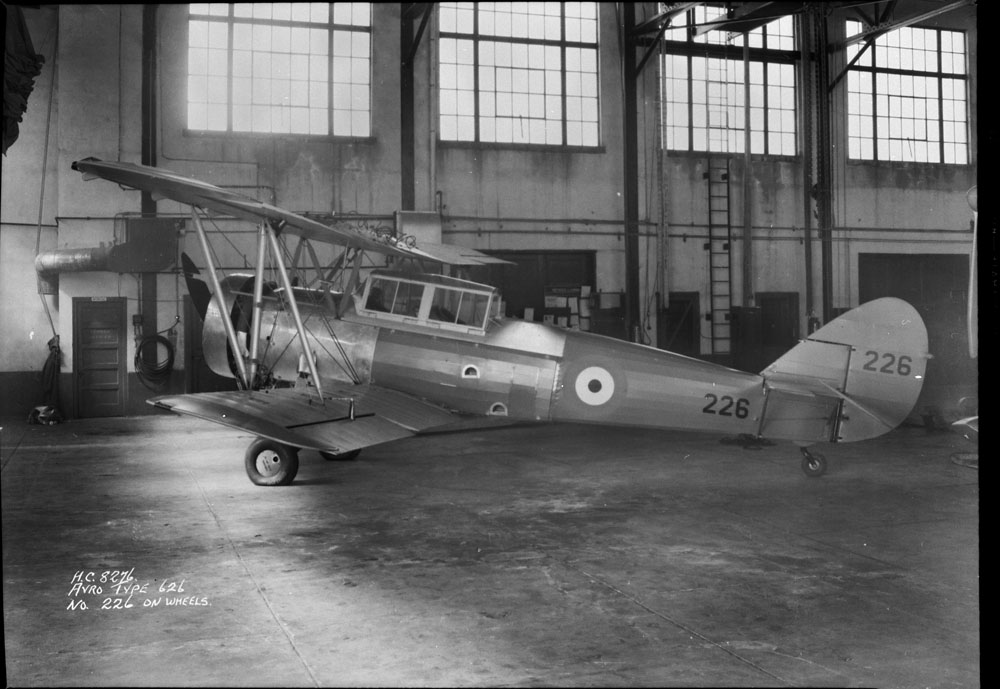
Avro 626 Повітряних сил Канади

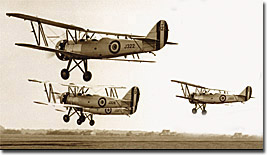
Чотири перші Avro 626 ВПС Єгипту

АргентинаАвіація армії Аргентини — 15 літаків.
 АвстріяПовітряні сили Австрії — 7 літаків.
 БельгіяПовітряні сили Бельгії — 12 літаків, два ще використовувались в 1940 році.
 БразиліяПовітряні сили Бразилії — 16 літаків.
 КанадаПовітряні сили Канади — 12 літаків. Відрізнялись пристосованнями для холодної погоди — закритими кабінами і можливістю встановлювати лижі.
 Республіка КитайВійськово-повітряні сили Китайської Республіки — отримали 11-13 літаків, які брали участь в японсько-китайській війні
 ЧиліПовітряні сили Чилі — 20 літаків.
 ЧехословаччинаПовітряні сили Чехословаччини — отримали один літак, і Tatra почала виробництво за ліцензією, але тільки один було збудовано до мюнхенської угоди.
 ЄгипетПовітряні сили Єгипту — 27 літаків, які стали їх першими військовими літаками.
 ЕстоніяПовітряні сили Естонії — 4 літаки.
 ГреціяПовітряні сили Греції — 21 літак, які були на службі перед вступом Греції в війну. Три літаки були евакуйовані після капітуляції і включені в ВПС Великої Британії в Єгипті.
 ІрландіяПовітряні сили Ірландії — 4 літаки.
 ЛитваПовітряні сили Литви — 4 літаки, які були захоплені СРСР після вторгнення.
 Нова ЗеландіяКоролівські військово-повітряні сили Нової Зеландії — 4 літаки.
 ПортугаліяПовітряні сили Португалії — отримали 26 літаків, також було оформлено ліцензійне виробництво на заводі OGMA.
 ІспаніяПовітряні сили Іспанської республіки — використовували декілька літаків під час громадянської війни, які щоправда були поставлені з не напряму від виробника.
 Велика БританіяПовітряні сили Великої Британії — 7 літаків.